# کستولتس
کستولتس (به مجاری:  Kesztölc) یک شهرداری در مجارستان است که در ناحیه استرگوم واقع شده‌است. کستولتس ۲۱٫۹۸ کیلومتر مربع مساحت و ۲٬۶۳۳ نفر جمعیت دارد.